# Tramwaje w Pjongjangu

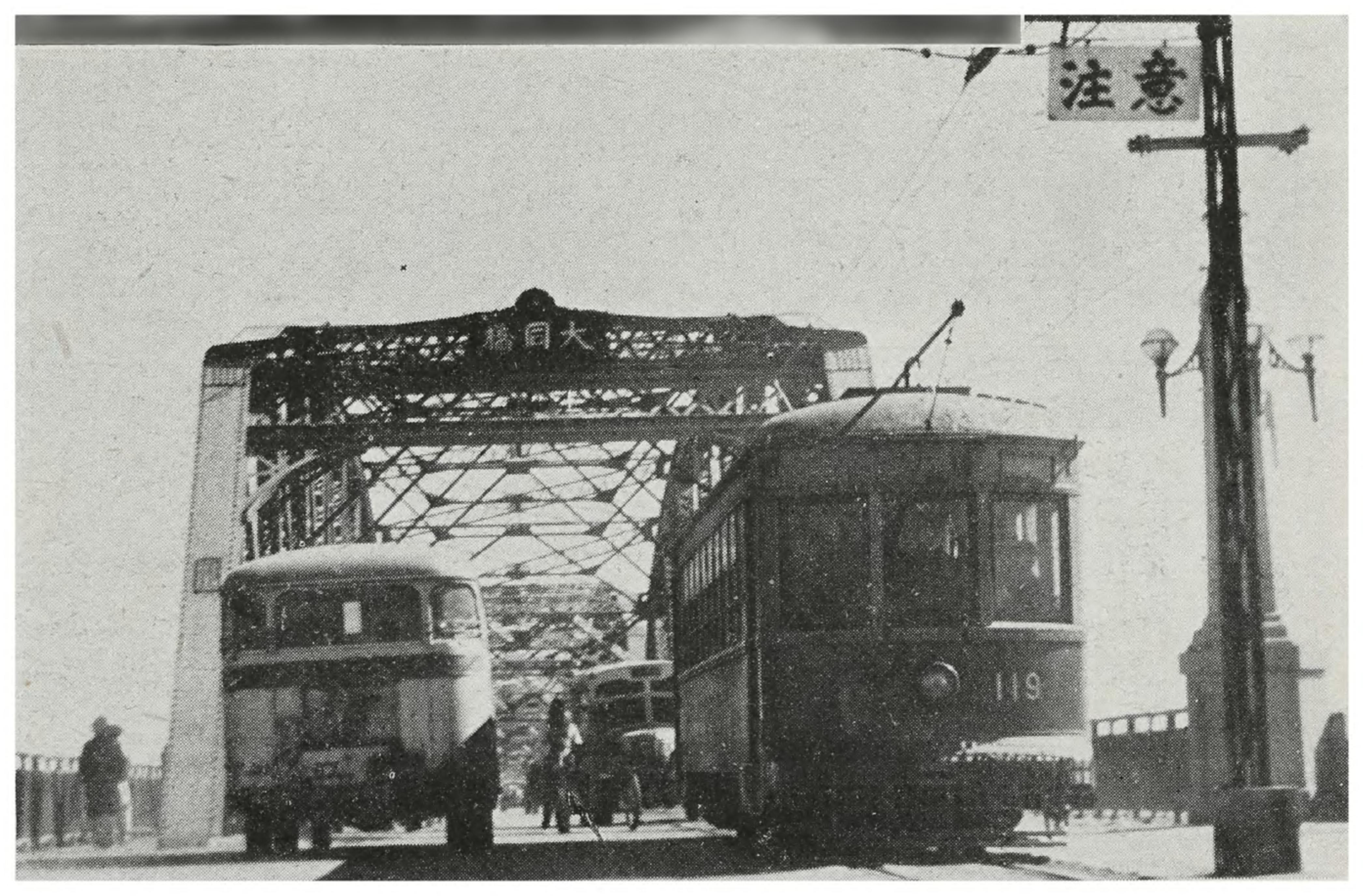
Tramwaj elektryczny w latach 20. XX wieku

Tramwaje w Pjongjangu – część systemu transportu publicznego w Pjongjangu, stolicy Korei Północnej. W mieście funkcjonują trzy linie normalnotorowe i jedna linia wąskotorowa.

## Historia

### Pierwszy system tramwajowy
Początki systemu tramwajowego w Pjongjangu sięgają czasów okupacji japońskiej. W październiku 1905 r. powstała spółka, która połączyła dworzec kolejowy z miastem dwutorową linią tramwajową o rozstawie szyn równym 610 mm. Na linii kursowały 24 wagony napędzane siłą ludzkich mięśni. W 1911 r. przewieziono 90 000, w 1912 r. 80 000, a w 1913 r. 75 000 pasażerów. Według stanu z 1914 r. długość torów wynosiła ok. 2 km.
W 1922 r. tramwaje napędzane siłą ludzkich mięśni zastąpiono tramwajami elektrycznymi.
Przed wybuchem wojny koreańskiej na półwyspie Koreańskim funkcjonowały trzy systemy tramwajowe: w Seulu, Pusanie i Pjongjangu. Z powodu znacznych zniszczeń w czasie bombardowań, system tramwajowy w Pjongjangu nie został odbudowany.

### Drugi system tramwajowy
W przeciwieństwie do Korei Południowej, bardzo niewielu mieszkańców Korei Północnej posiada prywatne samochody. W związku z tym Koreańczycy z północy korzystają głównie z publicznego transportu zbiorowego: w Pjongjangu mają do dyspozycji metro, trolejbusy oraz tramwaje, które uruchomiono w dniu 15 kwietnia 1991 r.
W czasie klęski głodu kursowanie tramwajów uległo zakłóceniu z powodu niedoboru elektryczności i braku motorniczych.
14 października 2002 r. fragment trasy linii tramwajowej nr 1, łączącej lewobrzeżną stację kolejową Pjongjang i prawobrzeżną zajezdnię Songyo, został zamknięty z powodu złego stanu mostu nad rzeką Taedong. Tory tramwajowe od mostu do zajezdni zdemontowano we wrześniu 2003 r., a linię nr 1 na tym odcinku zastąpiły trolejbusy (jednak dopiero w 2014 r.). Na lewobrzeżu linia tramwajowa nr 1 kursuje odtąd w skróconym wariancie.
Po likwidacji zajezdni Songsin wybudowano nowy odcinek torów do zajezdni Rangnang i przeniesiono do niej tramwaje dotychczas stacjonujące w Songsin.
Pierwotnie turyści z zagranicy nie mogli uczestniczyć w przejazdach tramwajami, ale współcześnie organizowane są wycieczki, które obejmują możliwość skorzystania z tramwajów (nie można jednak podróżować razem z mieszkańcami Pjongjangu, a jedynie wynająć tramwaj na indywidualny przejazd).

## Linie
W mieście funkcjonują trzy linie normalnotorowe i jedna linia wąskotorowa Kŭmsusan do mauzoleum Kim Ir Sena (otwarta 7 lipca 1995 r.), którą obsługuje wojsko.
| Numer    | Trasa                             |
| -------- | --------------------------------- |
| 1        | P’yŏngyang-yŏk – Man’gyŏngdae     |
| 2        | T’osŏng – Munsu                   |
| 3        | Sŏp’yŏngyang – Rangrang           |
| Kŭmsusan | Samhŭng – Kŭmsusan Kinyǒm Kungjǒn |

## Tabor
W Pjongjangu działają cztery zajezdnie tramwajowe. Na początku eksploatowano głównie czechosłowackie tramwaje typu T6B5K i KT8D5K oraz chińskie tramwaje typu Shenyang ST4, które były bardzo zbliżone do czechosłowackich krótkoprzegubowych Tatr KT4. Z powodu wad konstrukcyjnych przegubów dwa człony tramwajów ST4 zespawano, tworząc tramwaje jednoczłonowe. Wycofano je z eksploatacji w 1999 r.
Dla Pjongjangu powstały prototypowe tramwaje 7.17 i kilka egzemplarzy Pulgungi-2.16 (lokalna kopia Tatry T6B5).
W latach 1996–1998 zakupiono ponad 100 używanych tramwajów Tatra T4D z Drezna, Magdeburga i Lipska.
W 2008 r. Dopravní podnik hlavního města Prahy sprzedał do Pjongjangu 20 wycofanych z eksploatacji Tatr T3. Tramwaje przetransportowano do północnokoreańskiej stolicy drogą morską z portu w Gdyni.
W sierpniu 2018 r., tuż po oficjalnej prezentacji nowych trolejbusów i wagonów metra, przedstawiono nowe tramwaje, które wyprodukowano częściowo w miejscowych zakładach. Tramwaje te, oznaczone Thongil-181, powstały wskutek montażu nadwozi produkcji Zakładu Napraw Autobusów w Pjongjangu na podwoziach Tatr KT8D5K.
Stan z 16 marca 2024 r.
| Zdjęcie | Typ                 | Liczba |
| ------- | ------------------- | ------ |
|         | Tatra T6B5K         | 163    |
|         | Tatra KT8D5K        | 26     |
|         | Tatra T4D           | 124    |
|         | Tatra B4D           | 69     |
|         | Tatra T3            | 20     |
|         | Thongil-181         | 18     |
|         | SWS Ce 4/4 / SIG B4 | 36     |
|         | Łączna liczba:      | 456    |